# Władysław Polak
Władysław Polak, także Wolf Ben Mosze (ur. 23 maja 1896 lub 1895, zm. 10 kwietnia 1966 lub w 1959 w Sydney) – polsko-australijski publicysta, redaktor, redaktor naczelny „Expressu Ilustrowanego”.

## Życiorys
Jako dziennikarz zadebiutował w „Głosie Polskim”. Następnie w 1923 wraz Maurycym Ignacym Poznańskim, Leszkiem Kirkienem, Marianem Nusbaumem-Ołtaszewskim i Sergiuszem Cynamonem założył akcyjne wydawnictwo prasowe „Republika”, gdzie następnie pracował jako redaktor i współwydawca w koncernie „Republika” – w latach 1923–1925 był redaktorem działu lokalnego gazety „Republika”, a następnie wydawcą (1925–1939) „Ilustrowanej Republiki”. W latach 1923–1939 był także redaktorem naczelnym „Expressu Ilustrowanego” i współredaktorem „Expressu Wieczornego Ilustrowanego”. W latach 1931–1939 był redaktorem odpowiedzialnym „Gazety 5 Groszy. Dla wszystkich”. Do 1939 należał do Syndykatu Dziennikarzy Łódzkich.
Podczas II wojny światowej, w latach 1940–1943 przebywał w Palestynie, gdzie był „karpatczykiem” – należał do 3 Dywizji Strzelców Karpackich, następnie wyemigrował do Australii, gdzie zamieszkał w Sydney. Był członkiem powstałego w 1951 Polskiego Koła Kulturalno-Artystycznego w Sydney i redaktorem „Wiadomości Polskich” w Australii oraz wieloletnim Prezesem Związku Dziennikarzy RP, Syndykat Australia (do 1966).
Został pochowany na cmentarzu Rookwood w Sydney.